# Casa Pierpiero
Casa Pierpiero è uno spin-off di Quelli dell'Intervallo Cafe. È stata trasmessa dal 18 febbraio al 15 aprile 2011 come esclusiva sul sito di Disney Channel. Attraverso un sondaggio sul sito di Disney Channel Italia si è deciso di trasformare lo spin-off in una vera e propria serie di Disney Channel.

## Trama
Pierpiero è un ragazzo ricco e intelligente che vive nello stesso palazzo dove si trova l'Intervallo Cafe. Dopo aver scoperto il locale grazie alla signora Serena, decide di andarci, nonostante la disapprovazione della madre Carcarla, alla quale non piace l'ambiente moderno e giovanile del Cafe, completamente diverso dallo stile di vita del figlio. Pierpiero decide di andare nel locale di nascosto con l'idea di farsi nuovi amici e, aiutato dal Maggiordomo, conosce alcuni ragazzi come Nico e Tinelli, e soprattutto Gaia, una ragazza dark sempre vestita di nero che fa colpo nel cuore di Pierpiero. Gaia ricambia questo sentimento, nonostante le loro grandi differenze.

## Personaggi
Oltre ai personaggi dell'Intervallo Cafe in questa nuova serie  fanno la loro comparsa:
- Pierpiero (Federico Mezzottoni): un ragazzo ricco e intelligente che vuole andare a tutti i costi all'Intervallo Cafe di nascosto dalla madre. Nel locale conosce Gaia, di cui si innamora, nonostante provengano da due mondi diversi.
- Carcarla (Cristina Gasperi): è la madre di Pierpiero, cerca di impedire a suo figlio di andare al locale sotto casa.
- Oreste (Uberto Kovacevich): è il maggiordomo di Casa Pierpiero, calmo e impassibile. Aiuterà Pierpiero ad andare al Cafe di nascosto della madre Carcarla.
- Giangiacomo (Federico Basso): è il padre di Pierpiero e il marito di Carcarla.
- Segretaria Giusy (Rossana Carretto): è la segretaria del signorino Pierpiero; gli ricorda tutti gli impegni giornalieri.
- Sig.ra Serena (Monica Bonomi): abita sopra il bar ed è una signora che rispetta le regole e le fa rispettare mettendo spesso in pericolo l'Intervallo Cafe.